# Aigen-Schlägl
Aigen-Schlägl è un comune austriaco di 3 144 abitanti nel distretto di Rohrbach, in Alta Austria; ha lo status di comune mercato (Marktgemeinde). È  stato creato il 1º maggio 2015 dalla fusione dei precedenti comuni di Aigen im Mühlkreis e Schlägl; capoluogo comunale è Aigen im Mühlkreis.